# 関西製糖
関西製糖株式会社（かんさいせいとう）は、大阪府泉佐野市に本社を置く製糖会社。

## 概要
塩水港精糖、大日本明治製糖、大東製糖、中日本氷糖の4社の出資による精製糖受託会社である。
2002年3月に塩水港精糖、大日本明治製糖、大東製糖の3社が塩水港精糖の大阪工場（大阪府泉佐野市）で砂糖の共同生産を行うために設立した。設立時の出資比率は塩水港精糖40%、大日本明治製糖40%、大東製糖20%。
2005年に中日本氷糖が資本参加。共同生産に加わった。